# スティーヴン・リード

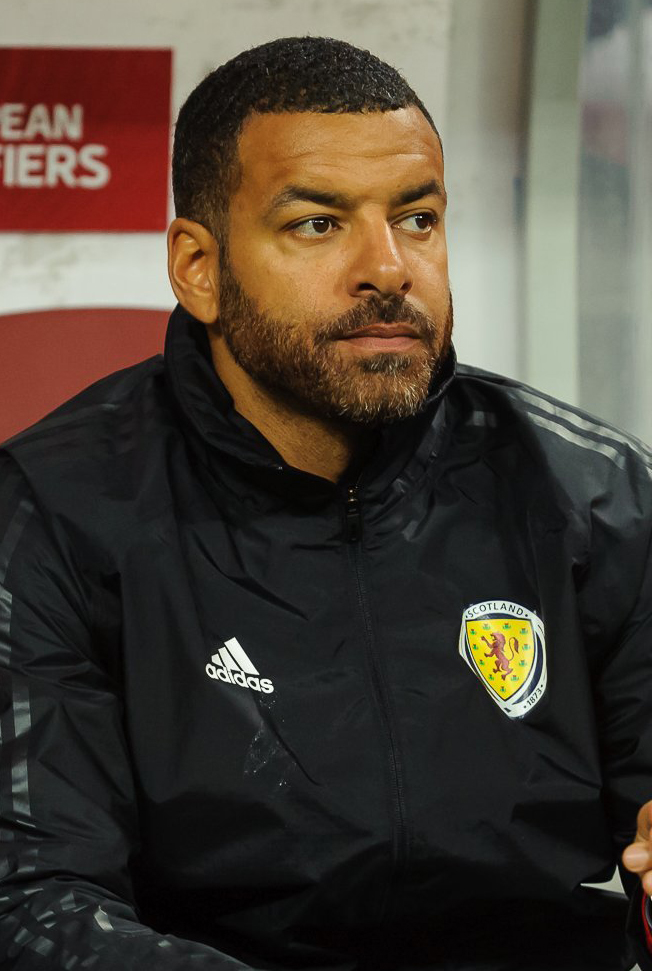
スティーヴン・リード

スティーヴン・ジョン・リード（Steven John Reid, 1981年3月10日 - ）は、イングランド・キングストン・アポン・テムズ区キングストン・アポン・テムズ出身の元アイルランド代表サッカー選手、現サッカー指導者。現役時代のポジションはディフェンダー、ミッドフィールダー。

## 来歴

### クラブ

#### ミルウォール
ミルウォールFCでキャリアを開始し、1998年5月のAFCボーンマス戦において、同じく下部組織出身のティム・ケーヒルと共に初出場を飾る。なお、同試合でリードは後半からの出番だったが、ルーカス・ニールとの交代を告げてから約2分を審判が認めなかった為、数百人のファンがピッチに雪崩れ込む荒れたものだった。プロ2年目の1998-99シーズンから主力を務め、2000-01シーズンにはディビジョン1 (2部)昇格に貢献し、2部での開幕戦となった2001年8月11日のノリッジ・シティFC戦 (4-0)において、35ヤードもの長距離から得点を挙げて話題をさらった。

#### ブラックバーン・ローヴァーズ
1998-99シーズン終了後にブラックバーン・ローヴァーズFCからの移籍金200万ポンドのオファーをミルウォールのセオ・パフィティス会長から一旦断られるも、最終的に2003年7月29日に移籍金250万ポンドで4年契約を締結する。8月23日のボルトン・ワンダラーズFC戦において、76分にヴラティスラフ・グレシュコとの交代で初出場を飾っているが、88分にレッドカードによる一発退場になる不運なデビュー戦となった。12月中旬の練習中に起きたハムストリングの負傷で約3ヶ月離脱し、2003-04シーズンへ向けた2004年7月下旬のプレストン・ノース・エンドFCとの親善試合で全治約2ヶ月の足の骨折となったように、ブラックバーン加入から暫くの間、度々負傷に見舞われた。その後、10月に復帰すると、自身の離脱中に就任したマーク・ヒューズ監督によって、それまでのサイドハーフからセントラル・ミッドフィルダーに起用されており、2005年3月6日のエヴァートンFC戦 (1-0)において、スルーパスでジョナサン・ステッドの得点をアシスト、翌2005-06シーズンのウィガン・アスレティックFC戦で30ヤードの距離から12月の月間最優秀得点賞に選出される程の得点を挙げ、2006年5月に行われた最終節のチェルシーFC戦 (1-0)では、コンビを組むロビー・サヴェージのフリーキックから頭で決勝点を挙げ、チームをUEFAカップ2006-07出場に導いた。
2005-06シーズンに34試合4試合と主力としてプレーし、シーズン終了後の2006年6月には新たに契約を4年締結する等、順風満帆だったものの、9月上旬の代表戦で全治4ヶ月もの怪我を背中に負い、2007年1月中旬の練習中に十字靭帯損傷と、シーズンの大半を棒に振ることになり、2006-07シーズンの出場は3試合となった。2007年11月25日のフラムFC戦において、約1年5ヶ月ぶりに復帰以来、大きな負傷はなく、2007-08シーズンを過ごしたが、シーズン終了後に膝の小手術を受けたように膝に不安を抱えており、そして、2008年9月中旬のフラム戦の直前に懸念されていた膝を負傷し、当初全治2週間程度と見られた負傷は、手術を要する程のものだった為、早々にシーズンを終了した。
2009年8月25日にジリンガムFCとのフットボールリーグカップで11ヶ月ぶりに復帰を果たし、10月27日のピーターバラ・ユナイテッドFC戦でペナルティーキックを決めたが、リーグ戦での出場機会は皆無であった。そのため、キャリアの再起を図り、2009年11月19日にギャヴィン・マホンとマーティン・ローランズの中盤2名を負傷で失ったクイーンズ・パーク・レンジャーズFC (QPR)へ期限付き移籍で参加した。

#### ウェスト・ブロムウィッチ・アルビオン
期限付き移籍復帰後のブラックバーンでも多くの出場機会を得られず、今度は2010年3月5日にウェスト・ブロムウィッチ・アルビオンFCへ1ヶ月の期限付き移籍で参加する。翌日のQPR戦で早速初出場を飾り、以来、主に右サイドバックで定位置を確保し、4月1日には期限付きがシーズン終了まで延長された。3月24日のコヴェントリー・シティFC戦 (1-0)で決勝点を挙げる等でチームのプレミアリーグ昇格に貢献した後、保有元のブラックバーンと契約満了で自由契約の身となると、スコティッシュ・プレミアリーグ (スコットランド1部)のセルティックFCと交渉をしていた時期もあったが、最終的に5月26日にウェストブロムと2年+1年契約での完全移籍に合意し、7月1日に正式に加入した。
完全移籍した2010-11シーズンは、ロベルト・ディ・マッテオ監督が昨季と違い右サイドバックにゴンサロ・ハラを据えたことで控えにまわることになる中、2010年10月下旬のリーグカップでのレスター・シティFC戦で急遽センターバックを務めると、次のブラックプールFC戦においてもセンターバックを任されており、試合後にディ・マッテオ監督から、センターバックでのパフォーマンスに加え、サイドバックや中盤のみならず最終ラインでもプレーが可能な汎用性を賞賛され、今後も同位置での起用を示唆される程だった。その後、ロイ・ホジソン監督就任以降では、ハラから右サイドバックの定位置を奪取してシーズンを終え、翌2011-12シーズンは、新加入のビリー・ジョーンズとの定位置争いとなるが、譲らずにプレーした。しかし、2011年12月21日のニューカッスル・ユナイテッドFC戦での左足首の捻りで1ヶ月の離脱、2012年3月3日のチェルシーFC戦での足首の靭帯損傷で3ヶ月の離脱と負傷に悩まされていた。同2011-12シーズンを最後に契約満了となったが、離脱前までのプレーが評価され、2012年4月30日に契約を2年延長した。
2012-13シーズン、2013-14シーズンも相次ぐ負傷に悩まされる中、2012年12月のアーセナル戦中において、足を骨折していたにもかかわらず、負傷してから試合終了までの約45分間プレーを続けていた。

#### バーンリー
契約満了で2014年5月16日にウェストブロムを退団する。退団後はウェストブロムに留まり、指導者への転身を考えていたものの、プロキャリアを開始したミルウォール時代の同僚ショーン・ダイチェ監督の熱心な誘いにより、2014年7月7日にバーンリーFCと1年契約を締結した。2015年5月18日、シーズン限りで現役を引退することを表明した。

### 代表
U-16イングランド代表で4試合に出場していたにもかかわらず、アイルランドのゴールウェイ県出身の父の存在からアイルランド代表での出場資格を得ていた。そして、U-21代表を経て、ミック・マッカーシー監督の下で8月のクロアチア戦に向けた招集に応じ、16日の同試合において先発でアイルランドA代表初出場を飾り、2試合目となった2002年2月14日のロシア戦において初得点を挙げた。2002 FIFAワールドカップでは、当初落選したが、マーク・ケネディの負傷悪化の為にメンバー入りを果たし、グループリーグの最初の2試合において途中出場した。
2006年8月16日のオランダとの親善試合では、主将を務めた。クラブキャリアに専念する為、2010年7月13日に代表引退を表明したが、チームに障害が生じ、急を要する場合には招集を考慮するとしている。

### 指導者
2015年6月25日、レディングFCのファーストチームのコーチに就任した。

## 個人成績
出典:
| 所属クラブ                                   | シーズン         | リーグ             | リーグ | リーグ | カップ | カップ | リーグカップ | リーグカップ | 国際大会 | 国際大会 | その他 | その他 | 合計 | 合計 |
| 所属クラブ                                   | シーズン         | 所属リーグ         | 出場   | 得点   | 出場   | 得点   | 出場         | 得点         | 出場     | 得点     | 出場   | 得点   | 出場 | 得点 |
| -------------------------------------------- | ---------------- | ------------------ | ------ | ------ | ------ | ------ | ------------ | ------------ | -------- | -------- | ------ | ------ | ---- | ---- |
| ミルウォール                                 | 1997-98          | ディビジョン2      | 1      | 0      | 0      | 0      | 0            | 0            | -        | -        | 0      | 0      | 1    | 0    |
| ミルウォール                                 | 1998-99          | ディビジョン2      | 25     | 0      | 0      | 0      | 1            | 0            | -        | -        | 6[a]   | 0      | 32   | 0    |
| ミルウォール                                 | 1999-2000        | ディビジョン2      | 21     | 0      | 1      | 0      | 1            | 0            | -        | -        | 1[a]   | 0      | 23   | 0    |
| ミルウォール                                 | 2000-01          | ディビジョン2      | 37     | 7      | 3      | 0      | 4            | 0            | -        | -        | 2[a]   | 0      | 46   | 7    |
| ミルウォール                                 | 2001-02          | ディビジョン1      | 35     | 5      | 2      | 0      | 1            | 0            | -        | -        | 2[b]   | 0      | 40   | 5    |
| ミルウォール                                 | 2002-03          | ディビジョン1      | 20     | 6      | 4      | 1      | 0            | 0            | -        | -        | -      | -      | 24   | 7    |
| ミルウォール                                 | 合計             | 合計               | 139    | 18     | 10     | 1      | 7            | 0            | -        | -        | 11     | 0      | 167  | 19   |
| ブラックバーン ・ローヴァーズ                | 2003-04          | プレミアリーグ     | 16     | 0      | 0      | 0      | 1            | 0            | 2[c]     | 0        | -      | -      | 19   | 0    |
| ブラックバーン ・ローヴァーズ                | 2004-05          | プレミアリーグ     | 28     | 2      | 6      | 0      | 0            | 0            | -        | -        | -      | -      | 34   | 2    |
| ブラックバーン ・ローヴァーズ                | 2005-06          | プレミアリーグ     | 34     | 4      | 1      | 0      | 4            | 1            | -        | -        | -      | -      | 39   | 5    |
| ブラックバーン ・ローヴァーズ                | 2006-07          | プレミアリーグ     | 3      | 0      | 0      | 0      | 0            | 0            | 0        | 0        | -      | -      | 3    | 0    |
| ブラックバーン ・ローヴァーズ                | 2007-08          | プレミアリーグ     | 24     | 0      | 0      | 0      | 1            | 0            | 0        | 0        | -      | -      | 25   | 0    |
| ブラックバーン ・ローヴァーズ                | 2008-09          | プレミアリーグ     | 4      | 0      | 0      | 0      | 0            | 0            | -        | -        | -      | -      | 4    | 0    |
| ブラックバーン ・ローヴァーズ                | 2009-10          | プレミアリーグ     | 4      | 0      | 1      | 0      | 5            | 1            | -        | -        | -      | -      | 10   | 1    |
| ブラックバーン ・ローヴァーズ                | 合計             | 合計               | 113    | 6      | 8      | 0      | 11           | 2            | 2        | 0        | -      | -      | 134  | 8    |
| クイーンズ・パーク ・レンジャーズ (loan)     | 2009-10          | チャンピオンシップ | 2      | 0      | 0      | 0      | 0            | 0            | -        | -        | -      | -      | 2    | 0    |
| ウェスト・ブロムウィッチ ・アルビオン (loan) | 2009-10          | チャンピオンシップ | 10     | 1      | 0      | 0      | 0            | 0            | -        | -        | -      | -      | 10   | 1    |
| ウェスト・ブロムウィッチ ・アルビオン        | 2010-11          | プレミアリーグ     | 23     | 1      | 0      | 0      | 4            | 1            | -        | -        | -      | -      | 27   | 2    |
| ウェスト・ブロムウィッチ ・アルビオン        | 2011-12          | プレミアリーグ     | 22     | 1      | 0      | 0      | 0            | 0            | -        | -        | -      | -      | 22   | 1    |
| ウェスト・ブロムウィッチ ・アルビオン        | 2012-13          | プレミアリーグ     | 11     | 0      | 1      | 0      | 0            | 0            | -        | -        | -      | -      | 12   | 0    |
| ウェスト・ブロムウィッチ ・アルビオン        | 2013-14          | プレミアリーグ     | 16     | 0      | 0      | 0      | 1            | 0            | -        | -        | -      | -      | 17   | 0    |
| ウェスト・ブロムウィッチ ・アルビオン        | 合計             | 合計               | 82     | 3      | 1      | 0      | 5            | 1            | -        | -        | -      | -      | 88   | 4    |
| バーンリー                                   | 2014-15          | プレミアリーグ     | 5      | 0      | 1      | 0      | 0            | 0            | -        | -        | -      | -      | 6    | 0    |
| バーンリー                                   | 合計             | 合計               | 5      | 0      | 1      | 0      | 0            | 0            | -        | -        | -      | -      | 6    | 0    |
| キャリア通算成績                             | キャリア通算成績 | キャリア通算成績   | 341    | 27     | 20     | 1      | 23           | 3            | 2        | 0        | 11     | 0      | 397  | 31   |

a. ^ フットボールリーグトロフィー
b. ^ ディビジョン1プレーオフ
c. ^ UEFAカップ2003-04

## 代表歴

### 出場大会
- アイルランド代表
  - 2002 FIFAワールドカップ

### 試合数
- 国際Aマッチ 23試合 2得点（2001年-2008年）[47]

| アイルランド代表 | 国際Aマッチ | 国際Aマッチ |
| 年               | 出場        | 得点        |
| ---------------- | ----------- | ----------- |
| 2001             | 1           | 0           |
| 2002             | 6           | 2           |
| 2003             | 5           | 0           |
| 2004             | 1           | 0           |
| 2005             | 3           | 0           |
| 2006             | 4           | 0           |
| 2007             | 0           | 0           |
| 2008             | 3           | 0           |
| 通算             | 23          | 2           |

### 得点
| #  | 開催日        | 開催地   | 対戦国       | スコア | 結果 | 大会     |
| -- | ------------- | -------- | ------------ | ------ | ---- | -------- |
| 1. | 2002年2月13日 | ダブリン | ロシア       | 1-0    | 2-0  | 親善試合 |
| 2. | 2002年5月16日 | ダブリン | ナイジェリア | 1-2    | 1-2  | 親善試合 |

## 獲得タイトル
クラブ
ミルウォールFC
- フットボールリーグ・ディビジョン2 : 2000-01

個人
- FAIインターナショナル・フットボール・アワーズ（英語版）U-21年間最優秀選手賞部門 : 2001[48]
- FAIインターナショナル・フットボール・アワーズ（英語版）年間最優秀若手選手賞部門 : 2002[49]